# CAPN8
Calpain 8 là protein ở người được mã hóa bởi gene CAPN8.